# Нефедовская (Тарногский район)
Нефедовская — деревня в Тарногском районе Вологодской области.
Входит в состав Тарногского сельского поселения (с 1 января 2006 года по 8 апреля 2009 года входила в Озерецкое сельское поселение), с точки зрения административно-территориального деления — в Озерецкий сельсовет.
Расстояние до районного центра Тарногского Городка по автодороге — 16 км.
По переписи 2002 года население — 31 человек (15 мужчин, 16 женщин). Всё население — русские.